# 酒井高男
酒井 高男（さかい たかお、1921年6月28日 - 2022年4月25日）は、日本の機械工学者、東北大学名誉教授。
おもちゃ工学で知られた。

## 経歴
長野県上伊那郡西春近村（現伊那市）生まれ。旧制伊那中学（長野県伊那北高等学校）を経て、1944年東北帝国大学工学部航空工学科卒。同特別研究生。1949年東北大学工学部機械工学科助教授、1957年東北大学工学博士。1961年工学部機械工学科教授、1985年定年退官、名誉教授、山形大学工学部教授。1996年勲三等旭日中綬章受勲。1998年東北大学機械系同窓会会長。

## 著書
- 『機構学大要』養賢堂 1967
- 『おもちゃの科学 手作りで知る新しい世界』講談社ブルーバックス 1977
- 『遊べる力学』工作舎 1980
- 『創る・動くおもちゃ』講談社ブルーバックス 1986
- 『力学のおはなし』日本規格協会 1987

### 共著
- 『歯車の歯形設計法』共著 日刊工業新聞社 1964

## 論文
- <酒井高男